# Tasmankuckuckskauz
Der Tasmankuckuckskauz (Ninox leucopsis) ist eine Eulenart aus der Gattung der Buschkäuze. Er galt früher als Unterart des Boobookkauzes (Ninox boobook), ist aber nach DNA-Studien näher mit dem Neuseeland-Kuckuckskauz (Ninox novaeseelandiae) verwandt. Der Artstatus ist ungesichert.

## Merkmale
Die Länge beträgt 28 bis 30 Zentimeter. Die Oberseite ist kastanienbraun mit weißlichen bis hellgelben Flecken. Die Unterseite ist rotorange-weiß und stark augenförmig gemustert. Das rotbraune Gesicht mit weißlichen Augenbrauen wird durch eine weiße Kehle begrenzt. Die Augen sind goldgelb, Schnabel und Wachshaut gräulich. Die Beine sind bis zum Ansatz der grauen bis graubraunen Zehen zimtbräunlich befiedert, die Krallen dunkel / hornfarben mit schwärzlichen Spitzen.

## Lebensweise
Der Tasmankuckuckskauz bewohnt halboffene Landschaften mit Bäumen und Büschen, Agrarland mit Bäumen und sumpfiges Waldland, auch Siedlungen. Die Nahrung bilden Insekten und andere Wirbellose, auch kleine Vögel und Nagetiere. Die doppeltönigen Rufe ähneln denen des Neuseeland-Kuckuckskauzes.

## Verbreitung
Er lebt endemisch und ziemlich häufig auf Tasmanien und dessen Nachbarinseln.

## Etymologie und Forschungsgeschichte
Die Erstbeschreibung des Tasmankuckuckskauzes erfolgte 1838 durch John Gould unter dem Namen Athene leucopsis. Das Typusexemplare stammte aus Van Diemen’s Land. 1837 führte Brian Houghton Hodgson Gattung die Ninox für Ninox nipalensis ein, welche heute als Synonym für eine Unterart des Falkenkauzes (Ninox scutulata lugubris) (Tickell, 1833) steht. Dieses ist ein Schachtelwort aus Nisus Cuvier, 1800 und Noctua de Savigny, 1809. Es setzt sich also aus dem griechischen »Nisos, Νῖσος« für »Falke« und dem lateinischen »noctua« für »Eule, geweiht nach der römischen Göttin Minerva« zusammen. In der griechischen Mythologie verwandelte sich Nisos, der König von Megara, in einen Falken. Das Artepitheton leucopsis ist ein Wortgebilde aus den altgriechischen Wörtern λευκος leukos für „weiß“ und οψις opsis für „Gesicht“.